# Захарій Ритор

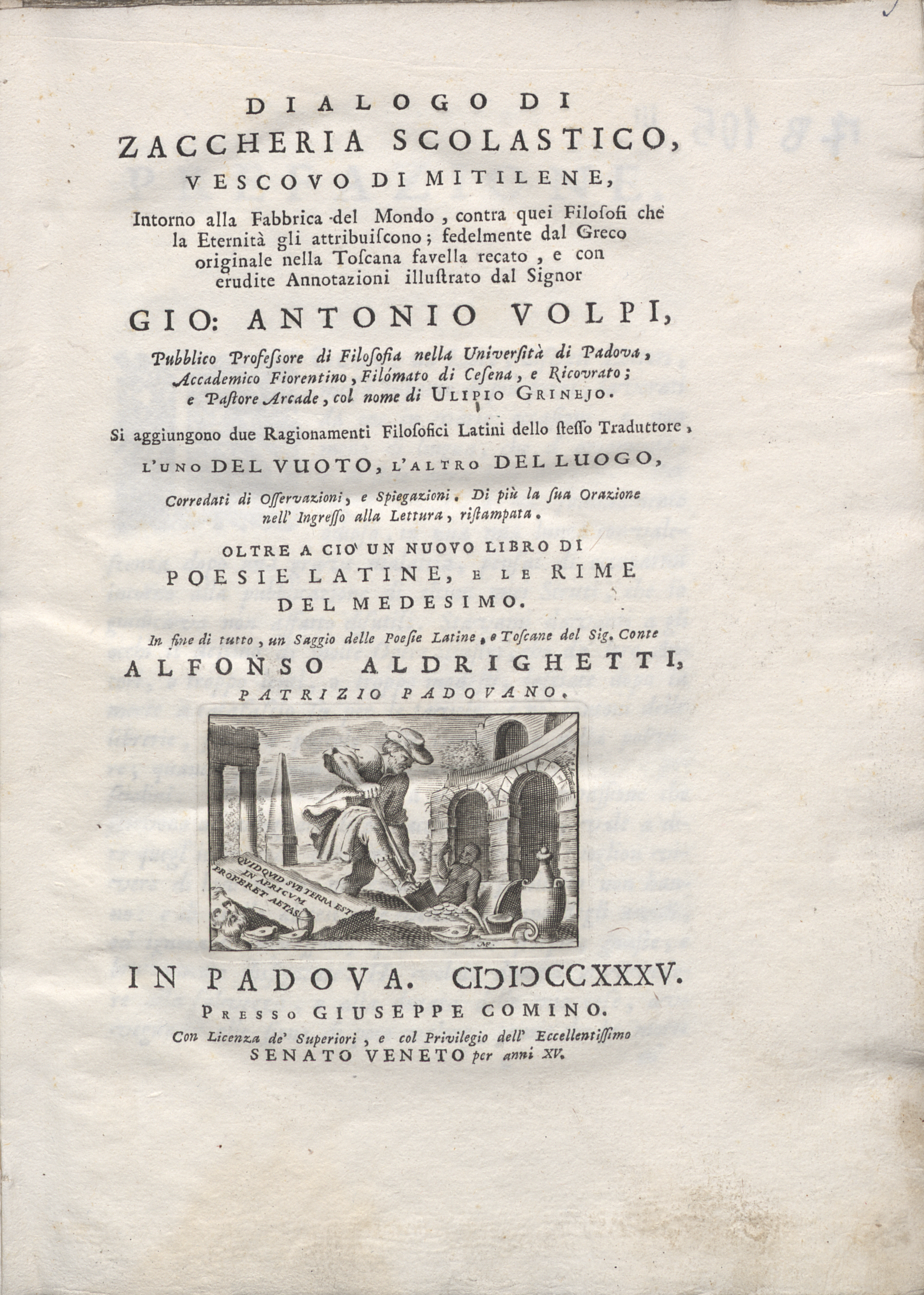
Амоній

Захарій Мітиленський (бл. 465, Газа — після 553), також відомий як Захарія Схоластик або Захарія Ритор, був єпископом та церковним істориком.

## Біографія
Життя Захарія Мітиленського можна відновити лише з кількох розрізнених повідомлень у сучасних джерелах (розповіді також частково суперечливі — наприклад, у деяких сирійських авторів замість «Мітилена» є «Меліта»). Захарій народився й виріс у християнській родині поблизу Гази, де в пізній античності була значна школа риторики. Там же він здобув початкову освіту. У 485 році вирушив до Александрії, де два роки вивчав філософію. В Александрії він був втягнутий у конфлікт між християнами та язичниками у зв'язку зі справою Гораполло. Там же він зустрів Севера, який пізніше став відомим патріархом Антіохії.
У 487 році Захарій поїхав до Бейрута, щоб вивчати право в його юридичній школі. Він пробув там, ведучи аскетичний спосіб життя, до 491 року, але також здійснив кілька подорожей у різні частини Палестини в пошуках релігійних знань. Нарешті він переїхав до Константинополя, де тривалий час працював юристом. Захарія, який був міафізитом у христології, але не виступав палко проти халкидонян, здається, часто думав стати ченцем. Очевидно, він мав хороші контакти з імператорським двором, і це, ймовірно, принесло йому призначення єпископом Мітилени на Лесбосі. Відомо, що його наступник обійняв цю посаду в 553 році, встановивши термін ante quem для його смерті. Він, безперечно, був живий у 536 році, оскільки того року брав участь у Синоді в Константинополі.

## Писання
Захарій написав кілька творів грецькою мовою, серед яких є церковна історія, яка, ймовірно, була завершена до кінця 5 століття. Документ, присвячений сановнику Євпраксію, містить цінний історичний матеріал і описує період з 451 по 491 рік. Його використав Євагрій Схоластик для власної історії. Захарій також склав три біографії священнослужителів-монофізитів, з якими особисто зустрічався: вищезгаданого Севера, Петра Іверського та єгипетського ченця Ісаї Молодшого. Біографії збереглися з різною якістю. Захарій також написав кілька полемічних творів, наприклад, проти філософа Амонія Ермія та проти маніхеїв.

### Псевдо-Захарій Ритор
Хоча всі оригінальні версії церковних історій Захарія пізніше були втрачені, була збережена скорочена та переглянута сирійська версія автора, який, як вважають, був ченцем-монофізитом з Аміди. Цей анонімний автор, широко відомий як Псевдо-Захарія Ритор, включив його в Historia Miscellanea, збірку церковних історій з 12 книг. Видання Псевдо-Захарії церковної історії Захарії, що становить книги 3–6, також зазвичай відоме як Псевдо-Захарійський ритор.
Перший англійський переклад Pseudo-Zacharias Rhetor був опублікований лише в 1899 році під назвою The Syriac Chronicle («Сирійська хроніка») Ф. Дж. Гамільтона та Е. В. Брукса. Він був частиною п'ятитомної серії «Візантійські тексти» під редакцією Дж. Б. Бері. Новий переклад англійською мовою був опублікований у Liverpool University Press у 2011 році під назвою «Хроніка Псевдо-Захарії Ритора: Церква і війна в пізній античності». Відредагований Джеффрі Грейтрексом і перекладений англійською мовою Робертом Р. Феніксом і Корнелією Б. Хорн, він складається з перекладу книг 3-12 Historia Miscellanea; планується другий том для перекладу книг 1–2.
Псевдо-Захарій Ритор вперше в середині VI століття говорить про назву Русь (hros/hrus) — про народ Північного Причорномор'я і Наддніпрянщини саме як про народ «рос/рус», що мешкав на Середньому Дніпрі.

## Видання та переклади
- Ammonius (лат.). Padova: Giuseppe Comino. 1735.
- Zacharias of Mytilene, Ammonius. Transl. by S. Gertz. London 2012.
- The Chronicle of Pseudo-Zachariah Rhetor: Church and War in Late Antiquity. Ed. by G. Greatrex. Translated by Robert R. Phenix and Cornelia B. Horn, with Contributions by Sebastian P. Brock and Witold Witakowski. Liverpool 2011.
- Historia ecclesiastica Zachariae Rhetori vulgo adscripta. Ed. by E.W. Brooks. Louvain 1919—1924 [with Latin translation].
- Die sogennante Kirchengeschichte des Zacharias Rhetor. Transl. by K. Ahrens & G. Krüger. Leipzig 1899.
- The Syriac Chronicle known as that of Zachariah of Mitylene. Transl. by F. J. Hamilton & E. W. Brooks. London 1899.

### Вторинні джерела
- П. Аллен: Захарія Схоластик і Ecclesiastica Evagrius. В: JTS 31 (1980), с. 471–488.